# چار دورگاپور
چار دورگاپور (به لاتین: Char Durgapur) یک روستا در بنگلادش است که در استان باریسال و در ناحیه باریسال واقع شده است.